# 古巨基我們世界巡迴演唱會
古巨基我們世界巡迴演唱會（英語：LEO KU WORLD TOUR）是香港男歌手古巨基是經七年後再次於香港體育館舉辦演唱會，演唱會於2018年5月10日至14日在香港體育館舉行。

## 演出製作
本演唱會首站非於香港舉行，而是在2015年10月10日於深圳舉行，直至2018年5月10至14日才於香港舉行。
演唱會於2019年4月11至14日再度於香港體育館舉辦，為的是舉辦此演唱會的第二階段。

## 演唱會意外
2018年5月11日，古巨基在talk環節時不慎跌入台底，台下一片嘩然，幸好無大礙，並於15分鐘後迅速返回舞台，更在演唱會完結後才前往醫院。經醫院檢查後，證實並無大礙，並於5月12日繼續演唱會。

## 售票
| 開售日期 | 開售日期 | 開售時間                | 開售類型                                  |
| -------- | -------- | ----------------------- | ----------------------------------------- |
| 2018年   | 3月19日  | 上午10時正 （香港時間） | 香港站Citi Clear Card客戶優先訂票         |
| 2018年   | 4月4日   | 上午10時正 （香港時間） | 香港站城市售票網公開發售                  |
| 2018年   | 12月18日 | 上午10時正 （香港時間） | 香港站（返場）Citi Clear Card客戶優先訂票 |
| 2018年   | 12月19日 | 上午10時正 （香港時間） | 香港站（返場）Citi信用卡客戶              |
| 2019年   | 1月15日  | 上午10時正 （香港時間） | 香港站城市售票網公開發售                  |

## 場次
| 場次 | 日期           | 國家／地區 | 城市       | 場館                       | 备注                                 |
| ---- | -------------- | ---------- | ---------- | -------------------------- | ------------------------------------ |
| 1    | 2015年10月10日 | 中国大陆   | 深圳       | 深圳春茧体育馆             |                                      |
| 2    | 2015年12月13日 | 中国大陆   | 上海       | 上海大舞台                 |                                      |
| 3    | 2016年4月16日  | 中国大陆   | 中山       | 中山市體育場               |                                      |
| 4    | 2016年4月23日  | 马来西亚   | 马来西亚   | 雲頂雲星劇場               |                                      |
| 5    | 2016年12月24日 | 美国       | 康州       | 康州金神體育館             |                                      |
| 6    | 2017年7月8日   | 中国大陆   | 深圳       | 深圳春茧体育馆             | 返場                                 |
| 7    | 2017年9月30日  | 美国       | 三藩市     | 發達谷賭場度假村           |                                      |
| 8    | 2017年10月28日 | 中国       | 廣州       | 廣州體育館一號館           |                                      |
| 9    | 2017年11月25日 | 新加坡     | 聖淘沙     | 名勝世界宴會廳             |                                      |
| 10   | 2018年5月10日  | 香港       | 香港       | 紅磡香港體育館             | 嘉賓：草蜢                           |
| 11   | 2018年5月11日  | 香港       | 香港       | 紅磡香港體育館             | 嘉賓：周慧敏                         |
| 12   | 2018年5月12日  | 香港       | 香港       | 紅磡香港體育館             | 嘉賓：劉德華                         |
| 13   | 2018年5月13日  | 香港       | 香港       | 紅磡香港體育館             | 嘉賓：古天樂、劉愷威、吳家樂、何遠恆 |
| 14   | 2018年5月14日  | 香港       | 香港       | 紅磡香港體育館             | 嘉賓：鄭伊健                         |
| 15   | 2018年5月19日  | 中国大陆   | 湛江       | 湛江奧林匹克體育中心體育場 |                                      |
| 16   | 2019年4月11日  | 香港       | 香港       | 紅磡香港體育館             | 嘉賓：容祖兒                         |
| 17   | 2019年4月12日  | 香港       | 香港       | 紅磡香港體育館             | 嘉賓：李克勤                         |
| 18   | 2019年4月13日  | 香港       | 香港       | 紅磡香港體育館             | 嘉賓：6號、小肥、方力申、側田、lNK   |
| 19   | 2019年4月14日  | 香港       | 香港       | 紅磡香港體育館             | 嘉賓：張智霖                         |
| 20   | 2019年11月2日  | 澳門       | 澳門       | 金光綜藝館                 |                                      |
| 21   | 2019年11月30日 | 美国       | 拉斯維加斯 | 好萊塢之星球賭場度假村     |                                      |

## 演唱會專輯

#### CD 1
- 01. Time Travel
- 02. 爆了
- 03. 夢中人
- 04. 必殺技
- 05. First Love
- 06. 其實我我我/大雄
- 07. 歡樂今宵
- 08. 戀無可戀
- 09. 傷追人/告別我的戀人們
- 10. DRUM BATTLE: Rondi vs KB
- 11. 天與白雲
- 12. 致少年時代
- 13. 子華說

#### CD 2
- 01. Dance Medley : 順風車/敢死隊/ Hea /錢錢錢錢/年年有今日/今期流行
- 02. My Better Half
- 03. 愛的解釋
- 04. 愛回家
- 05. 以你為榮
- 06. 我與你
- 07. Family
- 08. 愛得太遲
- 09. 心跳回憶
- 10. 當年情 - 古巨基/古天樂/劉愷威/吳家樂/何遠恆 合唱
- 11. Reunion
- 12. 我愛毛查查
- 13. 花灑
- 14. 初心

#### CD 3
- 01. Time Travel Again !
- 02. #香港勁揪
- 03. 金曲連環炮 - 義海豪情/任天堂流淚/眼睛不能沒眼淚/第二最愛/天才與白痴/重複犯錯
- 04. 愛與誠
- 05. 友共情
- 06. 逆時光
- 07. 勁歌金曲